# 厄尔凯尼·伊斯特万

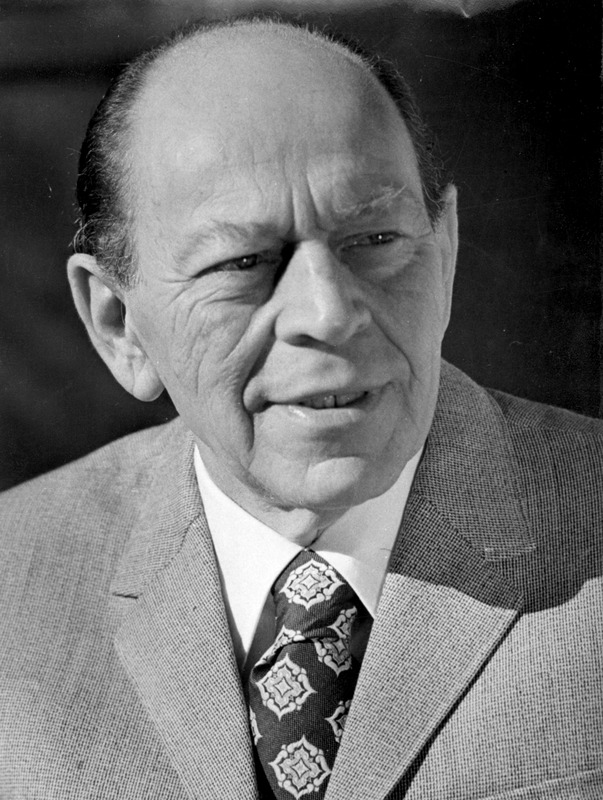
厄尔凯尼·伊斯特万（1974年）

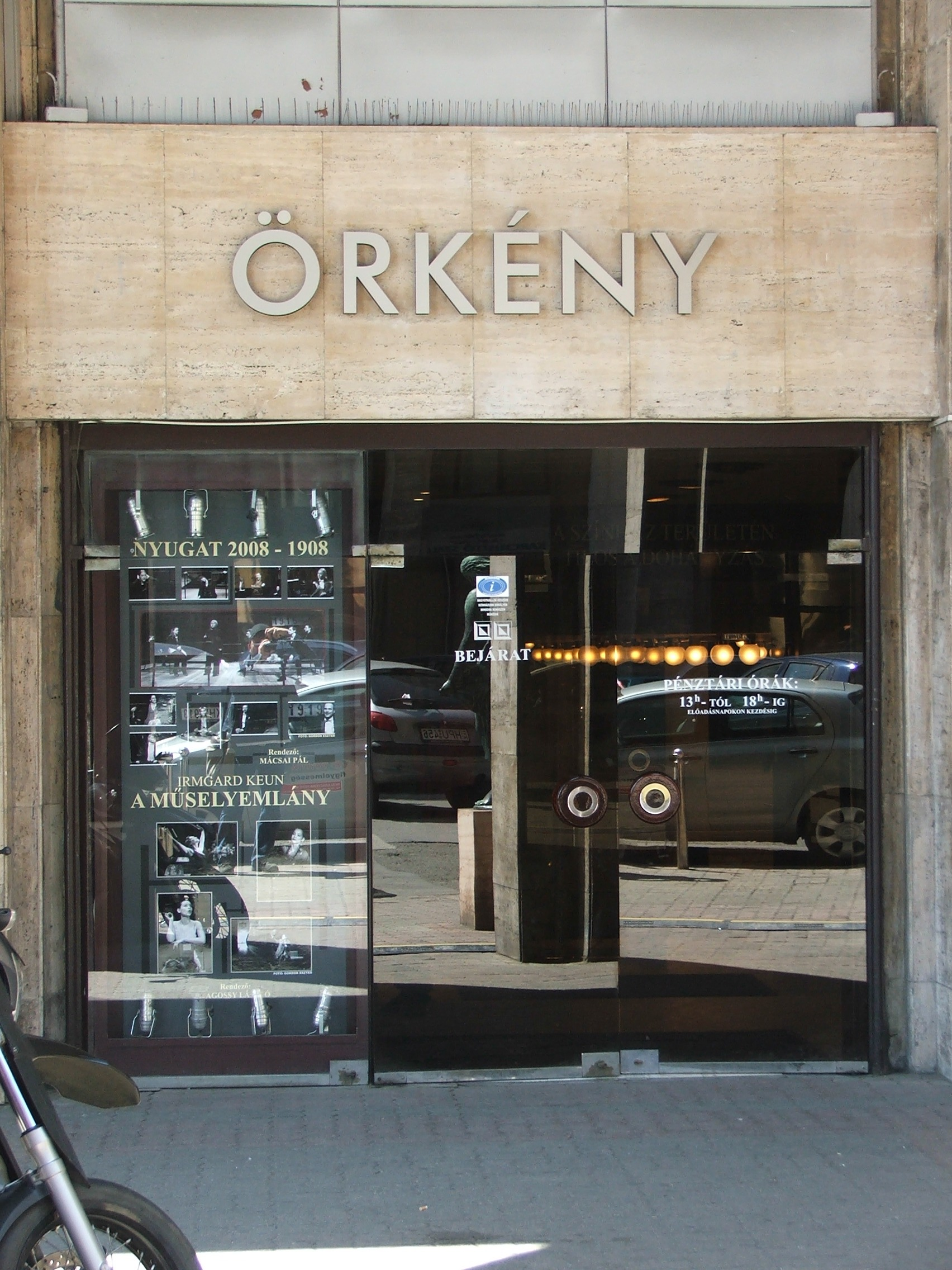
布达佩斯以其名字命名的厄尔凯尼剧院

厄尔凯尼·伊斯特万（匈牙利語：Örkény István，1912年4月5日—1979年6月24日）是一位匈牙利作家。他在1960年代开始写作的“一分钟小说”以荒诞，夸张的手法讽刺社会现实，大受读者欢迎。许多匈牙利与欧洲文艺评论家认为他是匈牙利荒诞作品的倡导者。1989年，其中译本《一分钟小说》由外国文学出版社出版。

## 主要作品
- 《猫戏》（Macskajáték），这是他最著名的剧本，后来被改编为电影。
- 《托特一家》（Tóték）
- 《一分钟小说》（Egyperces Novellák）

## 获奖
- 尤诺夫·阿蒂拉文学奖（1955）（1967）
- 科苏特奖（1973）